# شارکا اولریخووا
شارکا اولریخووا (چکی: Šárka Ullrichová؛ زادهٔ ۱۰ دسامبر ۱۹۷۴) بازیگر اهل جمهوری چک است. وی دانش‌آموختهٔ دانشکده تئاتر آکادمی هنرهای نمایشی پراگ است و از سال ۱۹۸۸ میلادی تاکنون مشغول فعالیت بوده‌است.
از فیلم‌ها یا برنامه‌های تلویزیونی که وی در آن نقش داشته‌است، می‌توان به لحظات دلپذیر اشاره کرد.